# 三岩県
三岩県（サゲン-けん、サゲン・ゾン、ས་ངན་རྫོང་།）は中華人民共和国チベット自治区にかつて存在した県。現在のチャムド市ゴンジョ県南東部に相当する。
1913年（民国2年）に三岩宗として設置され、後に三岩県に改編された。1960年に貢覚宗に統合されゴンジョ県とされた。